# Stara Bielica (rejon sieneński)
Stara Bielica (biał. Старая Беліца; ros. Старая Белица; hist. Bielica) – wieś na Białorusi, w rejonie sieneńskim obwodu witebskiego, około 13 km na południe od Sienna. Do 2012 roku siedziba sielsowietu bielickiego.

## Identyfikacja
Tutejszy majątek i wieś zwane były Bielica. Wraz z dokupionymi przez właścicieli kluczami Krupka i Hurzec, majątek liczył w sumie blisko 15 tysięcy hektarów. Właściciele zbudowali pałac będący ich siedzibą około 3 km na południe od centrum wsi Bielica. Z czasem na tym terenie rozrosły się inne wsie, w tym Nowa Bielica, Duża Bielica i Mała Bielica, w związku z tym Bielica zaczęła być nazywana Starą Bielicą, podobnie jak i siedziba właścicieli. Jednak wokół tej siedziby rozrosła się wieś (na mapach z lat 30. XX wieku jeszcze nie zaznaczana), która obecnie nazywa się Połymia (błr. płomień). Dlatego ruiny pałacu Stara Bielica znajdują się na terenie wsi Połymia.

## Historia
Pierwsze wzmianki o wsi Bielica pochodzą z 1551 roku. Po I rozbiorze Polski w 1772 roku Bielica, wcześniej należąca do województwa witebskiego Rzeczypospolitej, znalazła się na terenie powiatu sienneńskiego guberni witebskiej Imperium Rosyjskiego. 
Od początku XIX wieku dobra te należały do rodziny Świackich herbu Ślepowron. Bielica należała do najzamożniejszych dworów Białej Rusi. W połowie XIX wieku należała do Józefa (albo Michała) Świackiego, a po jego śmierci – do 1917 roku, do jego syna Karola (zm. w 1929 roku). Według lokalnej legendy bogactwo rodziny pochodziło od znalezionego skarbu Napoleona, który – wracając spod Moskwy – zatopił w jednym z okolicznych jezior 800 pudów złota i klejnotów. Świaccy mieli jakoby odnaleźć ten skarb.
Po ustabilizowaniu się granicy polsko-radzieckiej w 1921 roku Stara Bielica znalazła się na terenie ZSRR. Od 1991 roku znajduje się na terenie Republiki Białorusi.

## Dawny pałac
Dawny pałac opisany jest w haśle Połymia.